# Rojo amanecer en Lepanto
Rojo Amanecer en Lepanto (em tradução livre: Amanhecer sangrento em Lepanto) é uma novela histórica escrita pelo autor Luis Zueco, investigador e colaborador de diferentes meios de comunicação, e editada pela editora Librum Tremens em 2011.
O livro se inicia com o encontro de três príncipes. Carlos, herdeiro da coroa da Espanha; João de Áustria, o qual havia acabado de ser reconhecido como filho de Carlos I; e Alessandro Farnese. Este último tem uma característica única na história: por suas veias correm sangue real e pontifical. A linhagem materna de sua família descende do imperador Carlos I e a paterna do papa Paulo III. É o personagem que narra em primeira pessoa ao longo de todo o livro.

## Enredo
Na primeira parte, a novela mostra como vivia a corte do século XVI, retratando personagens históricos tais como a rainha Isabel de Valois, Felipe II, Sofonisba Anguissola, entre outros. Seu pano de fundo inicial é a Universidade de Alcalá de Henares, e posteriormente descreve muitos acontecimentos celebres como: o cerco de Malta, a rebelião das Alpujarras e a construção do Mosteiro do Escorial.
A segunda se inicia quando o papa Pio V, elege, surpreendendo a todos, o jovem João de Áustria como o grande general da Liga Santa. Encarregado deste cargo, ele tem a missão de defender a cristandade do interrupto avanço do Império Otomano. O devaneio dos acontecimentos culminaria em uma das maiores batalhas da história: a batalha de Lepanto, onde se derramou tanto sangue que o mar se tingiu de vermelho.   

## Personagens da novela
- João de Áustria
- Alessandro Farnes
- rainha Isabel de Valois
- Carlos
- Pio V
- Felipe II
- Sofonisba Anguissola
- Alonso Sánchez Coello
- Ottavio Farnese
- Maria de Portugal
- Guilherme de Orange
- Álvaro de Bazán